# 叫我第1名
《叫我第1名》，這部電影改編自布萊德·柯恩的真實經歷故事，克服學習困難，如願成為一位教師。

## 故事簡介
年幼的布萊德在父母離婚之後與母親和弟弟同住。在布萊德求學時，學校老師都以為布萊德非自主的發出怪聲和頸部抽動是想要引起別人的注意或是調皮搗蛋，因此常被老師處罰及遭受其他孩子的愚弄和嘲笑，連他的父親也覺得很丟臉，大聲怒吼叫他停止。醫生認定他的抽蓄是因為父母離婚的關係並不斷的開藥給布萊德，情況卻毫無改善。布萊德的母親察覺到醫生或許診斷有誤，布萊德母親去圖書館找遍各類疾病有關抽動方面的書後，發現布萊德其實是一名妥瑞氏症患者。然而從醫生口中，她被告知這是一個無藥可醫的疾病。
布萊德的媽媽嘗試著讓他能過普通人的生活，為此帶他參加妥瑞症病友互助會，卻在察覺到互助會中的人都只會自怨自艾後離去；她同時替布萊德轉學，希望他能在新的環境重新開始，卻又在上學第一天被老師罰到校長室。幸運的是，知道布萊德患有妥瑞症的校長讓布萊德在全校面前說明自己發出怪聲的原因和盼望大家能以平常心對待他的心願之後，布萊德終於得到了眾人的接納，也正是這段被校長幫助的經歷讓他產生了成為一名老師的想法。
長大後的布萊德在畢業後開始尋找願意給他一份工作的學校，然而卻因校方對其患有妥瑞症的疑慮而屢屢碰壁。在求職期間布萊恩的父親曾讓他到自己的工地工作，卻使布萊德為父親不相信他能成為一名老師的態度而感到難過。所幸在努力不輟的面試了二十幾所學校後，一所名為山景小學的學校被他的教育理念打動，與他簽了一年的合約，讓他成為二年級的老師。
布萊德在第一堂課的開場就向學生們介紹妥瑞症，並在接下來的時間裡成功的使他的教學方法得到孩子們的喜愛。因為他深知差異在他身上所烙下的傷痕，所以他更能體會、包容與理解，也在面對其他人眼中的問題學生時能更有耐心。在他的課堂上，少不了學習的創意，多的是孩子的笑聲。在傳統學業之外，學生們還學到了珍貴的課程：不管是什麼樣的不同，都應該被了解、包容和接受。
布萊德的傑出表現贏得許多的讚美與認同。甚至，在一步一步走出屬於他的人生道路的當口，他不僅收穫了愛情，與父親之間的心結也有了轉圜的機會。在布萊德任教屆滿一年時，他獲頒喬治亞洲最佳新進老師獎。在頒獎典禮上，他感謝自己的親人，學校裏的學生和同事，以及改變了他一生的妥瑞症。他於2006年與南西結婚，並展示了真正的布萊德科恩教授他的課程的照片。

## 角色
- 布萊德·柯恩（Brad Cohen）
詹姆斯·沃克，飾演成年
多米尼克·斯科特·凱（英语：Dominic Scott Kay），飾演兒時
- 柯恩母親，埃倫·寇恩，由帕特里夏·希顿飾演
- 柯恩父親，諾曼·寇恩，由崔特·威廉斯飾演
- 柯恩女友，南希·拉扎魯斯，由莎拉·德魯飾演
- 柯恩弟弟，傑夫·寇恩，由強尼·帕卡飾演

## 出版
- 這部電影在2009年1月發布DVD，同時由作者Brad Cohen簽署的副本也被發布成DVD。
- 由2010/01/27台灣出版《站在學生前面：妥瑞氏症教我成為我夢寐以求的好老師》（Front of the Class: How Tourette Syndrome Made Me the Teacher I Never Had）[2]

教學第一年就榮獲喬治亞洲最佳新進老師獎，接著是本書的出版，各種媒體的專題報導，上歐普拉的訪談節目，以及他的故事被拍成電影。